# Estadio Ciudad de Mánchester
El Estadio Ciudad de Mánchester (City of Manchester Stadium en inglés), conocido desde 2011 como Etihad Stadium por razones de patrocinio, también conocido como COMS o Eastlands, es un estadio situado en la ciudad de Mánchester, que es el estadio oficial del Manchester City. Originalmente fue diseñado para la candidatura fallida de Mánchester para albergar los Juegos Olímpicos de verano de 2000. Finalmente, el estadio fue construido para los Juegos de la Mancomunidad de 2002 con un coste económico de su construcción de 110 millones de libras esterlinas. Tras la finalización de los juegos, el estadio fue convertido en un campo de fútbol y se convirtió en la sede habitual del Manchester City Football Club, que juega en la FA Premier League. El Manchester City dejó su antiguo campo de Maine Road en 2003, firmando un contrato de arrendamiento por el que podría jugar sus partidos como local en el Estadio Ciudad de Mánchester durante 250 años. Su dirección es Rowsley Street, Manchester M11 3FF.
El estadio tiene forma ovalada, con dos gradas escalonadas rodeando todo el terreno de juego y una tercera grada en los dos laterales del mismo con una capacidad para 55 097 espectadores. El 4 de octubre de 2006 se anunció que albergaría la final de la Copa de la UEFA de 2008.
Actualmente el estadio está siendo sometido a un proceso de ampliación para aumentar su capacidad, llegando hasta 62.170 espectadores.

## Historia

### Construcción
Los primeros planes para la construcción de un estadio al este de Mánchester surgieron como parte del intento de la ciudad de albergar los Juegos Olímpicos de verano de 2000. El ayuntamiento de Mánchester encargó el diseño de un estadio con una capacidad de 80 000 espectadores en unos terrenos sin construcción conocidos coloquialmente como Eastlands. Sin embargo, en octubre de 1993 los juegos fueron adjudicados a la ciudad australiana de Sídney. Posteriormente, la ciudad de Mánchester presentó con éxito su candidatura a albergar los Juegos de la Mancomunidad de 2002, en la que se usaron los diseños efectuados para la candidatura olímpica.
En 1996, el estadio compitió con el Estadio de Wembley para convertirse en el estadio nacional, pero los fondos se usaron para la construcción del nuevo estadio de Wembley ubicado donde estaba el antiguo. En diciembre de 1999, el entonces primer ministro, Tony Blair puso la primera piedra para la construcción del estadio. El estadio fue diseñado por la empresa de ingeniería y construcciones Arup y construida por la constructora Laing Ltd., con un coste aproximado de 110 millones de libras, 77 de los cuales fueron pagados por Sport England y el resto por el Ayuntamiento de Mánchester.

### Juegos de la Mancomunidad de 2002

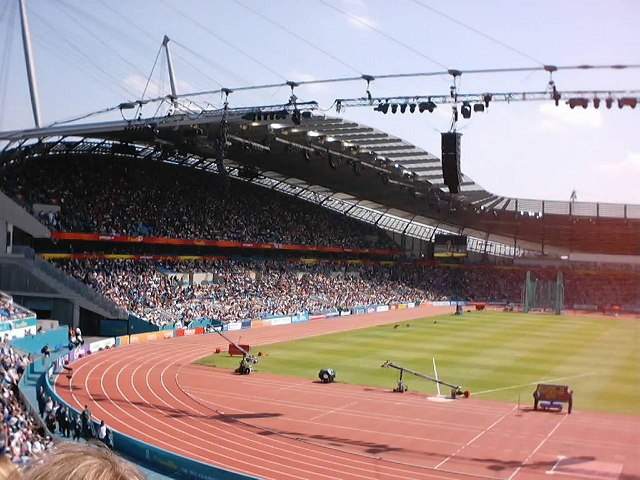
El Estadio Ciudad de Mánchester durante la celebración de los Juegos de la Mancomunidad en 2002.

Para albergar las competiciones de los Juegos de la Mancomunidad, el estadio disponía de una grada baja alrededor de tres de los lados de la pista de atletismo, y una segunda grada superior en los dos laterales, con una grada provisional descubierta en uno de los fondos. El primer evento público que albergó el estadio fue la ceremonia inaugural de los Juegos de la Mancomunidad de 2002 el 25 de julio de 2002. Entre los dignatarios presentes en la ceremonia se encontraba la reina Isabel II del Reino Unido. Durante los diez días de competición, el estadio albergó todas las pruebas de atletismo y los partidos de rugby 7. En el estadio se lograron cuatro récords de la Mancomunidad, incluyendo el de triple salto femenino y el de 5000 metros femeninos.

### Hogar del Manchester City

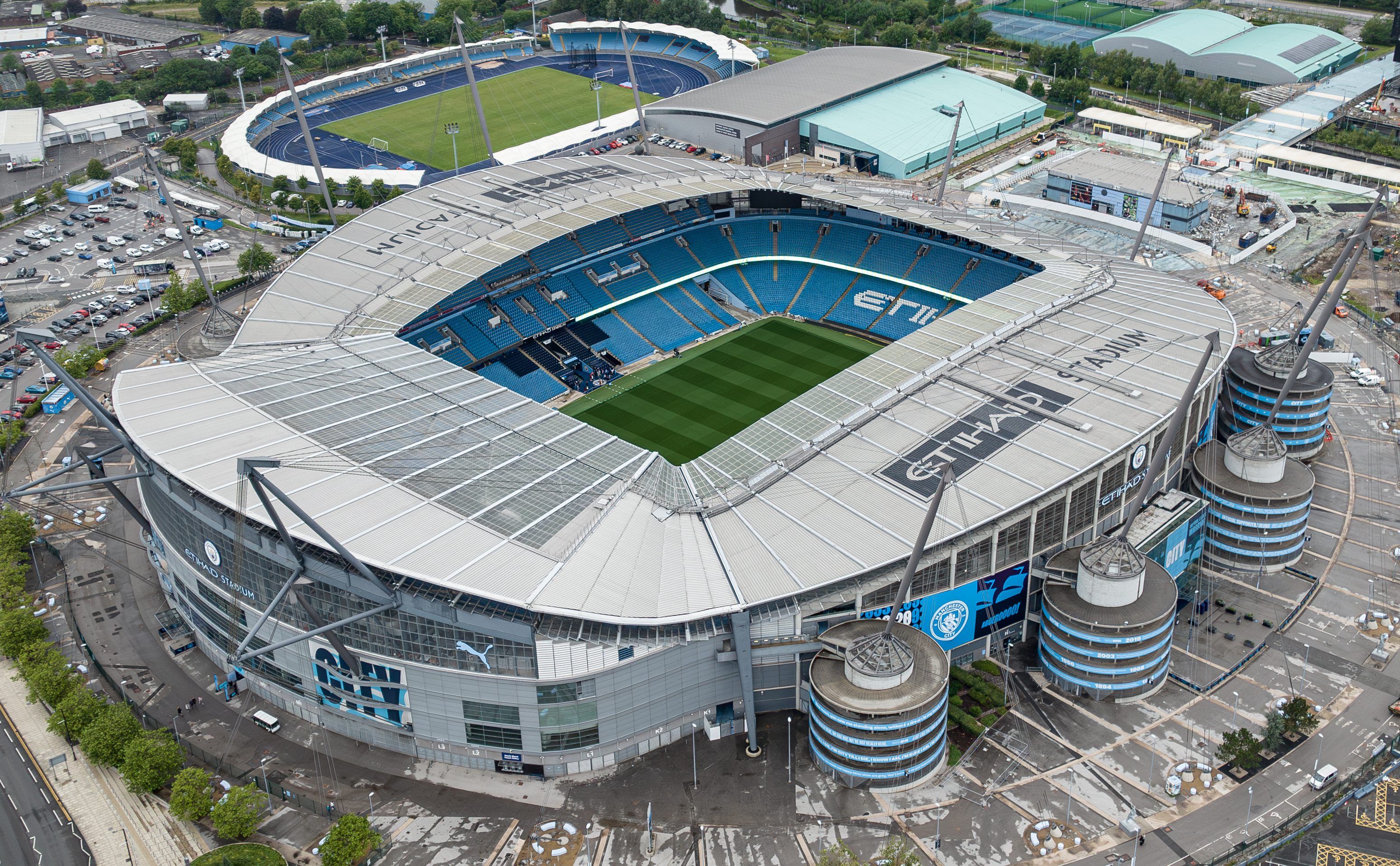
Vista exterior del estadio.

Al finalizar los juegos se llevaron a cabo las obras para convertir el estadio en un campo de fútbol. La decisión de convertir el estadio en un campo de fútbol recibió las críticas de algunas figuras del atletismo, como Jonathan Edwards y Sebastian Coe, pero la remodelación se hacía necesaria para hacer el proyecto viable económicamente en un futuro a largo plazo. Se eliminó la pista de atletismo que rodeaba el terreno de juego y se bajó el nivel del suelo para poder añadir una grada adicional. Se desmanteló la grada provisional y se construyó una estructura similar a la existente en el fondo opuesto. Estas obras duraron un año y permitieron aumentar el aforo en 12 000 asientos. El Manchester City F. C. se trasladó al nuevo campo en la temporada 2003-04. La remodelación costó 35 millones de libras, pagadas por el propio club.

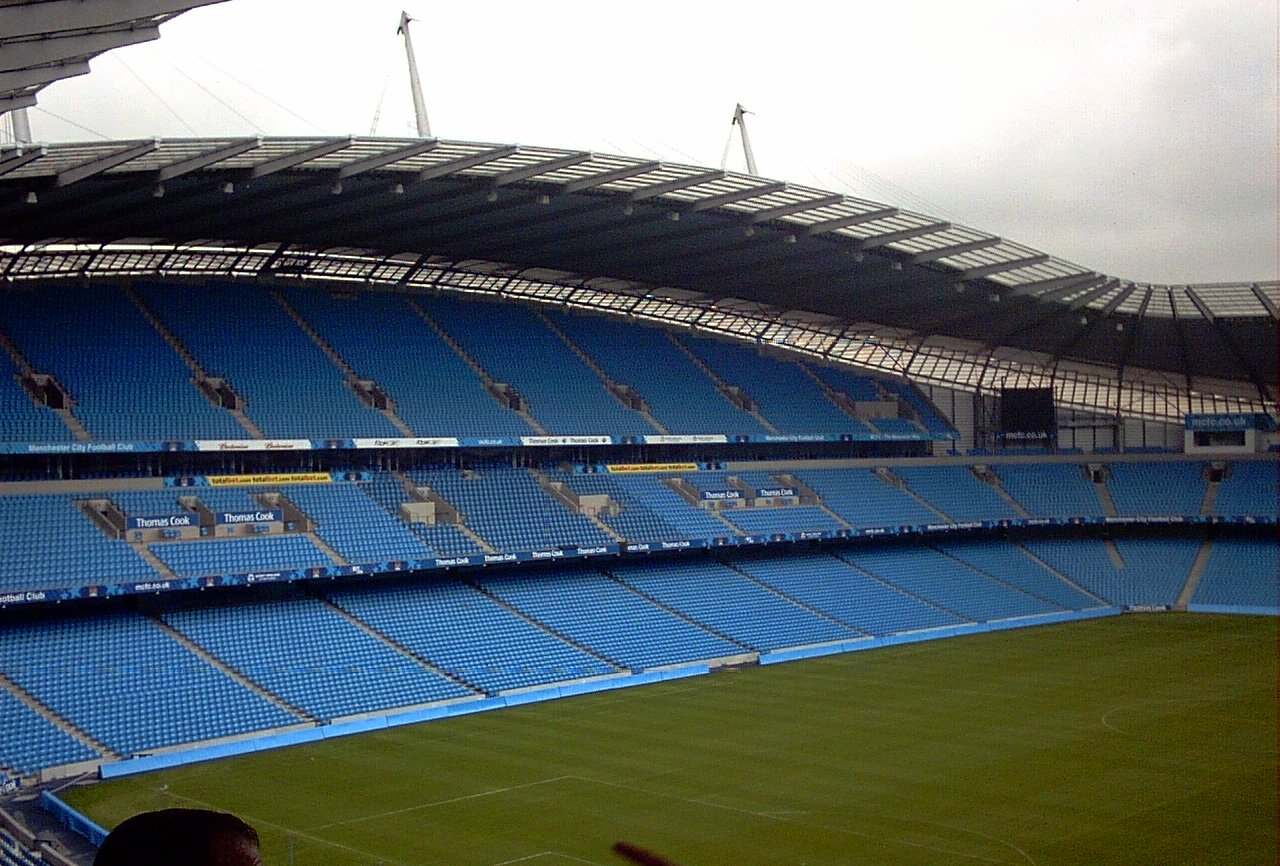
El East Stand del Estadio Ciudad de Mánchester.

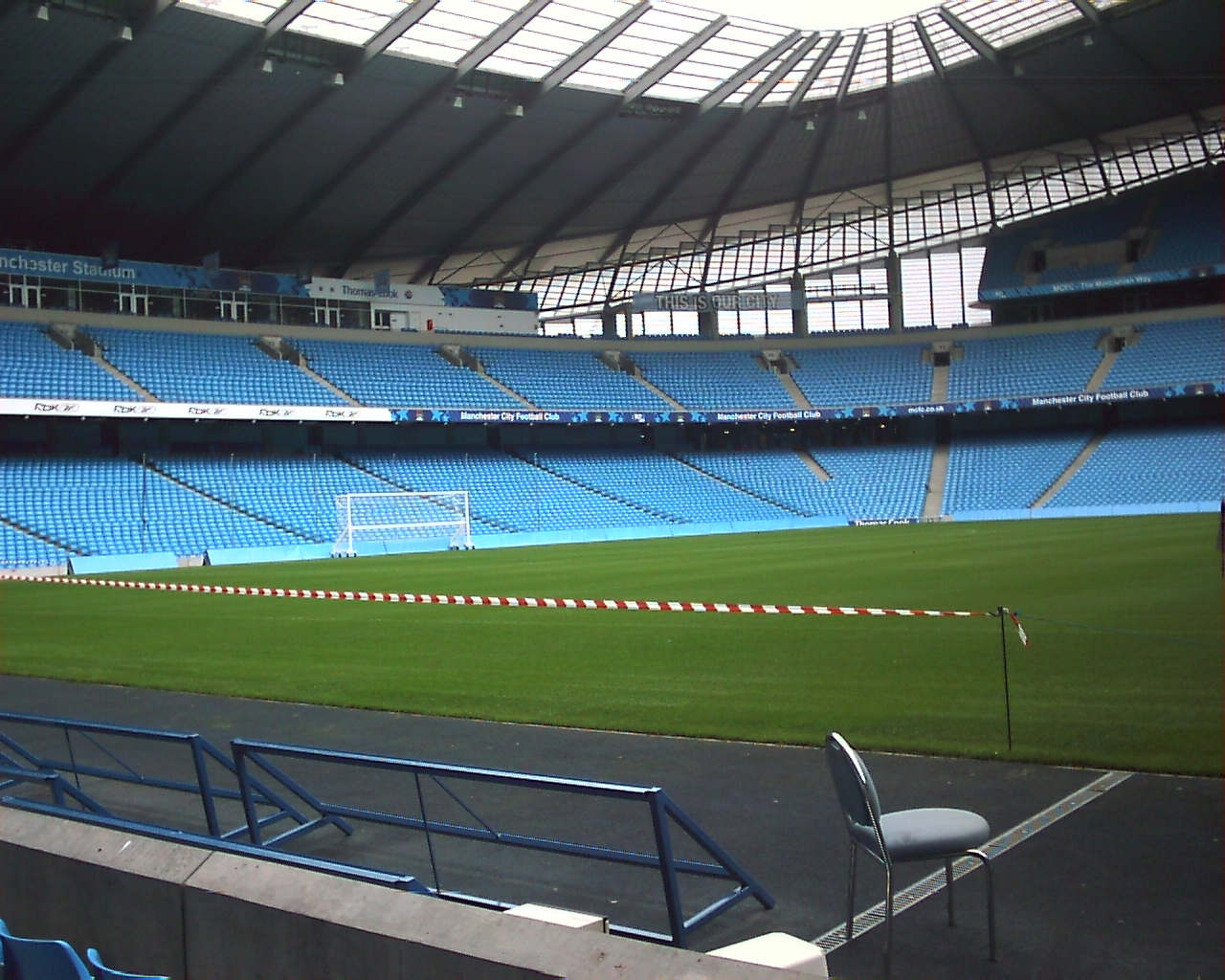
El North Stand.

El primer partido de fútbol que se disputó en el estadio fue un partido amistoso entre el Manchester City y el F. C. Barcelona el 10 de agosto de 2003. El partido finalizó con la victoria local por 2-1 y el primer gol anotado en el estadio fue obra del jugador francés del Manchester City Nicolas Anelka. El primer partido oficial se disputó cuatro días después entre el Manchester City y el equipo galés The New Saints F.C., perteneciente a la Copa de la UEFA y ganado por el equipo local por 5-0. Por su parte, el primer partido de la FA Premier League se disputó el 23 de agosto de 2003 entre el Manchester City y el Portsmouth Football Club.
La máxima asistencia registrada en el estadio en un acontecimiento deportivo fue de 47 304 espectadores para ver el partido de la Premier League inglesa entre el Manchester City y el Chelsea Football Club de Londres, el 28 de febrero de 2004, partido finalizado con el resultado de 1-0.

### Otros eventos deportivos
El estadio ha albergado algunos otros eventos deportivos. El 1 de junio de 2004 se convirtió en el quincuagésimo estadio de Inglaterra en albergar un partido de la selección de fútbol de Inglaterra. El 30 de octubre del mismo año se disputó un partido de la Rugby League entre Inglaterra y Australia perteneciente a la Rugby League Tri-Nations, partido que ganó el combinado australiano por 12-8. En junio de 2005 el estadio albergó el debut de Inglaterra en el Campeonato Europeo de la UEFA Femenino de 2005 frente a Finlandia, partido que finalizó 3-2 para la selección inglesa y en el que se estableció un récord de asistencia para un partido de esta competición con 29.092 espectadores. El estadio ha sido clasificado por la UEFA como un estadio 4 estrellas y fue elegido para albergar la final de la Copa de la UEFA de 2008.

## Nombre
El estadio es conocido con varios nombres alternativos no oficiales. El nombre Eastlands ya era usado antes de que el estadio fuera bautizado oficialmente y sigue usándose habitualmente. El nombre de City of Manchester Stadium se suele abreviar como COMS en los medios escritos. También se le llama en ocasiones The Blue Camp (El Campo Azul), tomando como modelo el nombre del campo del FC Barcelona, el Camp Nou. La reacción de los aficionados hacia el estadio ha sido positiva generalmente y en una encuesta de 2005 el estadio quedó en segunda posición como el campo favorito del Reino Unido, solo por detrás del campo de Old Trafford, también en la ciudad de Mánchester. Sin embargo, el ambiente en el interior del estadio ha sido de crítica, con detractores que echan en falta la atmósfera de Maine Road. Sin embargo, el ambiente ha ido mejorando conforme los aficionados se han acostumbrado al nuevo estadio.
El mes de julio de 2011, el club confirmó el cambio de nombre del estadio por el de Etihad Stadium por razones de patrocinio. Se trata de un contrato por el que la aerolínea Etihad Airways pagaría al Manchester City entre 10 y 12 millones de libras al año, durante diez años, a cambio de poner su nombre en el estadio y en la zona circundante, conocida desde entonces como Etihad Campus.

## Estructura e instalaciones

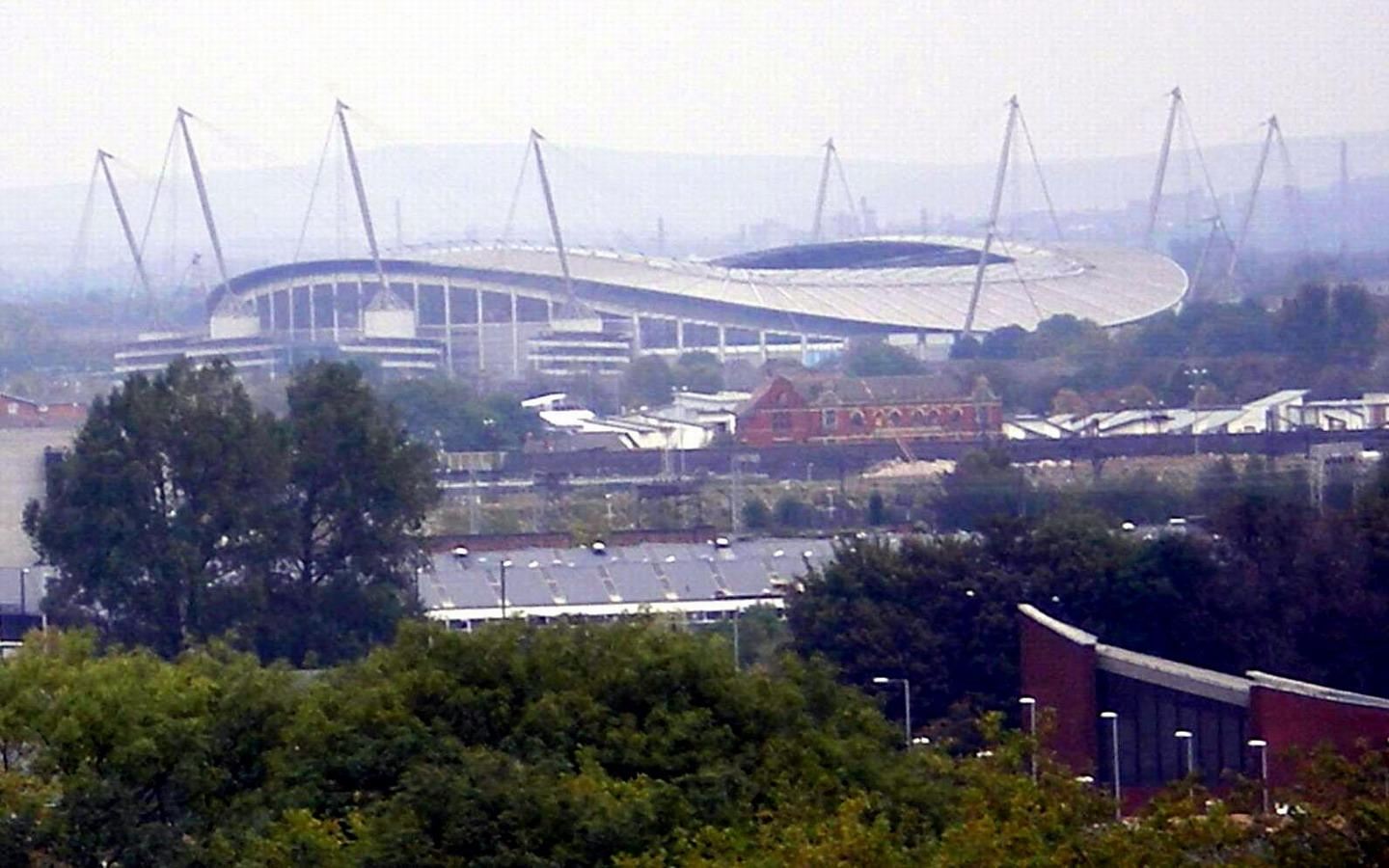
Vista del estadio.

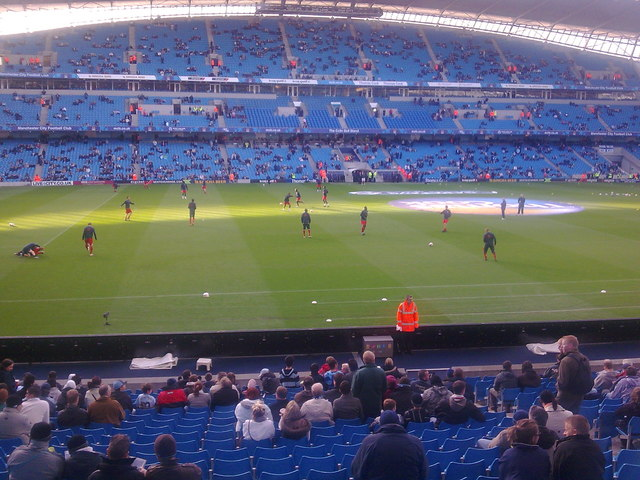
Vista del estadio durante un calentamiento.

El Estadio Ciudad de Mánchester cuenta con un interior ovalado y con las gradas continuas, sin secciones en las esquinas o en otras partes del mismo que no dispongan de gradas. Las gradas laterales cuentan con tres alturas, mientras que las de los fondos solo disponen de dos. Aunque la grada es continua, cada lado del campo cuenta con su propio nombre como es usual en muchos campos de fútbol. Inicialmente, todos los lados del estadio recibían el nombre de su situación: North Stand (Tribuna Norte) y South Stand (Tribuna Sur) para los fondos y East Stand (Tribuna Este) y West Stand (Tribuna Oeste) para los laterales. En febrero de 2004 el West Stand fue rebautizado como Collin Bell Stand en honor de este antiguo jugador. A partir de 2003, el South Stand ha sido llamado oficialmente Key 103 Stand por motivos publicitarios y de patrocinio, aunque este nombre ha sido ignorado por la mayoría de los seguidores. Una parte del North Stand se llama Family Stand ya está reservada para los seguidores que acuden al campo con niños. El East Stand se le llama the Kippax de forma extraoficial en recuerdo de la misma grada de Main Road. Los seguidores visitantes son ubicados en una parte del South Stand. Hay 68 palcos en el estadio, situados en las gradas de West, North y East Stand. Los palcos de East y West Stand tienen una capacidad para 10 espectadores sentados, mientras que los de North Stand cuentan con ocho asientos.
El techo del estadio tiene una forma toroidal y está sostenido por cables de acero sujetados a ocho torres que a su vez sirven de acceso a las gradas superiores mediante unas rampas en espiral. Los huecos en las esquinas sirven de ventilación para el terreno de juego. Los accesos al estadio están controlados mediante un sistema de tarjetas inteligentes RFID en lugar de los tradicionales torno. Este sistema permite el paso de 1200 personas por minuto en todas las entradas. Existe un túnel por debajo del estadio que permite el acceso a los vehículos de emergencias y permite la entrada directa al estadio del autobús del equipo visitante. El estadio dispone de seis restaurantes temáticos, dos de los cuales cuentan con vistas al terreno de juego, e instalaciones para conferencias. El estadio cuenta también con licencia para celebrar enlaces matrimoniales.
El Estadio Ciudad de Mánchester cuenta con el terreno de juego más ancho de todo el fútbol inglés y cuenta con un césped natural reforzado con fibras de césped artificial fabricadas por la empresa Desso GrassMaster.

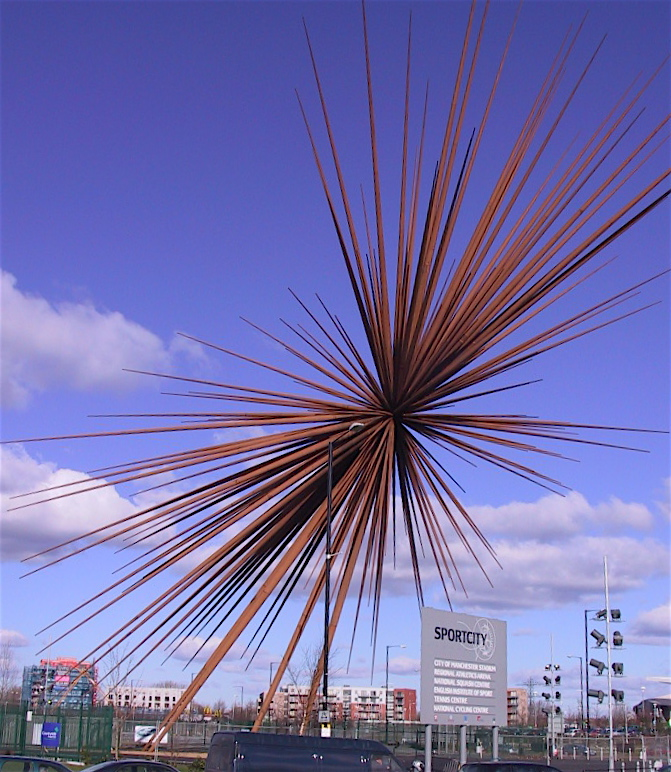
El B of the Bang.

El estadio es el centro de la zona conocida como Sportcity, que incluye también otras instalaciones deportivas. El Regional Athletics Arena se encuentra adyacente al estadio y sirvió de pista de calentamiento durante los Juegos de la Mancomunidad. Este estadio de atletismo tiene una capacidad para 6178 espectadores y alberga competiciones atléticas a nivel nacional y los partidos del segundo equipo del Manchester City. A poca distancia del estadio se encuentran el Velódromo de Mánchester y el National Squash Centre. Frente al estadio se encuentra la escultura más alta de todo el Reino Unido, B of the Bang, construida para conmemorar el éxito de los Juegos de la Mancomunidad de 2002. En septiembre de 2006, el Manchester City recibió permiso para la futura construcción de un aerogenerador de 85 metros en el estadio. Este aerogenerador fue diseñado por Norman Foster y proveerá de energía al estadio y a los hogares cercanos. Su construcción hará del Estadio Ciudad de Mánchester el primer estadio del mundo cuya energía consumida sea suministrada por un aerogenerador.
El Estadio Ciudad de Mánchester ha ganado varios premios de diseño, incluyendo el Inclusive Design Award del Royal Institute of British Architects en 2004 y el Structural Special Award de la Institution of Structural Engineers en 2003.
El 30 de enero de 2007 se anunció que en la zona cercana al estadio se construirá el primer Super Casino del Reino Unido.

## Transporte

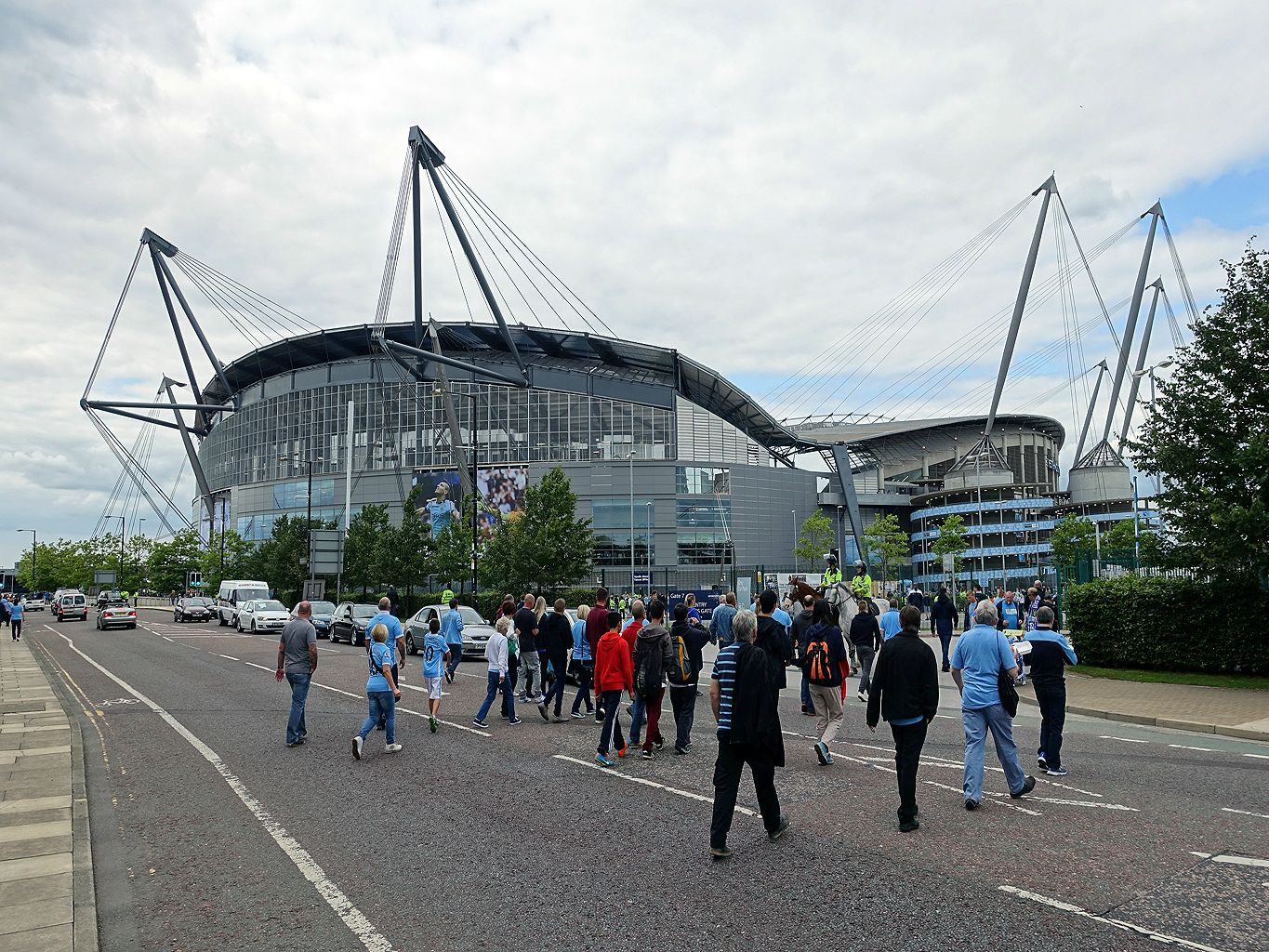
Exterior del estadio.

El Estadio Ciudad de Mánchester se encuentra al este del centro de la ciudad de Mánchester. Cuenta con 2000 plazas de aparcamiento, con otras 8000 plazas en la zona suministradas por comercios y escuelas que trabajan conjuntamente con el club de fútbol. La estación de ferrocarril más cercana es la de Estación de ferrocarril de Ashburys, situada a 15 minutos a pie del estadio, aunque los servicios de la estación son limitados debido a su reducido tamaño. La estación de Manchester Picadilly, que enlaza con las principales ciudades del país como Londres, Birmingham y Edimburgo, se encuentra a 20 minutos de distancia y el camino está señalizado. Cuando se celebran acontecimientos en el estadio se habilitan servicios especiales de autobuses.
En 2000 se anunció una ampliación del sistema de tren ligero Manchester Metrolink con una parada en el estadio, pero una revisión de los presupuestos suspendió el proyecto en julio de 2004. Sin embargo, en junio de 2006 se retomó el proyecto y se espera que el estadio disponga de su propia parada entre 2008 y 2010.

## Conciertos
Además de acontecimientos deportivos, el estadio alberga conciertos de forma ocasional y es uno de los mayores recintos de este tipo en el Reino Unido, con una capacidad máxima de 60 000 espectadores, cifra que se alcanzó en el concierto que dio la banda local Oasis, el 2 de julio de 2005. El primer concierto fue una actuación del grupo estadounidense Red Hot Chili Peppers en 2004.
| Año  | Artistas                                      |
| ---- | --------------------------------------------- |
| 2004 | Red Hot Chili Peppers                         |
| 2005 | Oasis, U2                                     |
| 2006 | Take That, Bon Jovi                           |
| 2007 | George Michael, Rod Stewart                   |
| 2008 | Foo Fighters, Bon Jovi                        |
| 2011 | Take That                                     |
| 2012 | Coldplay, Bruce Springsteen                   |
| 2013 | Mariah Carey, Muse, Bon Jovi, Robbie Williams |
| 2014 | One Direction                                 |
| 2016 | The Stone Roses                               |
| 2018 | Ed Sheeran, Beyoncé, Taylor Swift             |

## Eventos deportivos internacionales
| Predecesor: Estadio Nacional Bukit Jalil Kuala Lumpur 1998 | Juegos de la Mancomunidad Estadio principal 2002 | Sucesor: Melbourne Cricket Ground Melbourne 2006 |
| Predecesor: Hampden Park Glasgow 2007                      | Final de la UEFA Europa League 2008              | Sucesor: Estadio Şükrü Saracoğlu Estambul 2009   |